# Laurent Bezault
Laurent Bezault (Boulogne-Billancourt, 8 marzo 1966) è un ex ciclista su strada francese.
Professionista dal 1988 al 1994, vinse un Tour de Vendée e una tappa al Tour du Limousin.

## Carriera
Da dilettante vinse una tappa al Tour de l'Avenir nel 1987, e la Parigi-Troyes e la Paris-Roubaix Espoirs nel 1988. Partecipò anche ai Giochi olimpici di Seul 1988, classificandosi quarto nella cronometro a squadre e novantunesimo nella prova il linea.
Passato professionista nel settembre 1988 con la Toshiba, si aggiudicò il Tour de Vendée nel 1989, e il Duo Normand (in coppia con Chris Boardman) e una tappa al Tour du Limousin nel 1993. Sempre nel 1993 concluse secondo alla Parigi-Nizza. Partecipò anche a due edizioni del Giro d'Italia, una del Tour de France e a un'edizione dei campionati del mondo, nel 1989. Concluse la carriera professionistica nel 1994.

## Palmarès
- 1987 (dilettanti)

8ª tappa Tour de la Communauté européenne
- 1988 (dilettanti)

Parigi-Troyes
Paris-Roubaix Espoirs
Annemasse-Bellegarde et retour
Classifica generale Boucles de la Mayenne
Campionati francesi, Cronosquadre dilettanti (con Jacky Durand, Pascal Lino e Thierry Laurent)
- 1989 (Toshiba, una vittoria)

Tour de Vendée
- 1993 (Gan, due vittorie)

Duo Normand (con Chris Boardman)
3ª tappa Tour du Limousin (Tulle > Périgueux)

## Piazzamenti

### Grandi Giri
- Giro d'Italia

1992: 53º
1993: ritirato (13ª tappa)
- Tour de France

1989: 43º

### Classiche monumento
- Milano-Sanremo

1989: 71º
- Liegi-Bastogne-Liegi

1989: 68º
- Giro di Lombardia

1993: 41º

### Competizioni mondiali
- Campionati del mondo

Chambéry 1989 - In linea: ritirato
- Giochi olimpici

Seul 1988 - In linea: 91º
Seul 1988 - Cronosquadre: 4º